# Děkanství v Táboře
Dům děkanství, resp. areál arciděkanství, s adresou Děkanská č.p. 305/6, je umístěn v centru historického města Tábora, v jižních Čechách, v městské památkové rezervaci (výnos MŠK čj. 36.568/61-V/2). Nachází se za kostelem, v severozápadním rohu Žižkova náměstí, mezi ulicemi U děkanství a Děkanskou a je součástí táborské katolické farnosti, jejíž hlavní stavbou je pozdně gotický děkanský kostel Proměnění Páně z roku 1512.
Stavba je středověkého původu, je významným dokladem původní pozdněgotické výstavby, je hodnotná svými historickými detaily. Objekt má také urbanistický význam, jeho dominantní průčelí s architektonickými prvky hraje výtvarnou úlohu ve skladbě celého okolí. Jeho vnější hmota spoluvytváří prostor ve spojitosti se sousedním děkanským kostelem.
Severně od budovy se nalézá děkanská zahrada, s vchodem z Děkanské ulice.

## Popis

### Historie
Historie táborské farnosti je datována od roku 1420. Stavba s čp. 6, stojící na nepravidelném pozemku p. č. 385 o výměře 526 m², má v obvodových zdech středověké základy. V roce 1645 vyhořela, jako velká část domů v této části města, protože v té době bylo základní stavební surovinou dřevo. Paradoxně tak ničivé požáry pomohly dalšímu rozvoji města, byly důvodem ke kamenné přestavbě, většinou i k uplatnění nových architektonických prvků.
Po požáru dům nějakou dobu chátral, pak proběhlo spojení se sousedním domem, kde byl umístěn záchod pro faru. Koncem 17. stol. byla zrušena pavláčka a zazděny spojovací dveře mezi domy, v kapli byly zbořeny postranní kruchty; v pustém místě za farou vznikla zahrada. Roku 1741 byla přistavěna kolna, v roce 1772 stáje. Pozdněgotická stavba byla přestavěná v barokním stylu, později, v první polovině 19. století, v letech 1847 – 1853, byl řešen její špatný stavebnětechnický stav a byla dále upravována. V roce 1870 byla osazena nová okna a dveře, v roce 1894 proběhla oprava šindelové krytiny. V roce 1917 byl zamítnut návrh postavit novou budovu děkanství, případně stávající nastavit o patro. V roce 1969 byla zřízena koupelna, v roce 1980 provedena nová střešní krytina.
Koncem roku 1991 (resp. k 15.1.1992) byl táborským děkanem jmenován Vladimír Vyhlídka, ten se postaral o další opravu farní budovy, novou elektroinstalaci a snížení stropů v místnostech prvního patra, zřízení elektrického topení v kanceláři a v zimní kapli. Předchozí fasáda z třicátých let 20. století byla v roce 1995 opravena, proběhla také rekonstrukce sociálního zařízení.

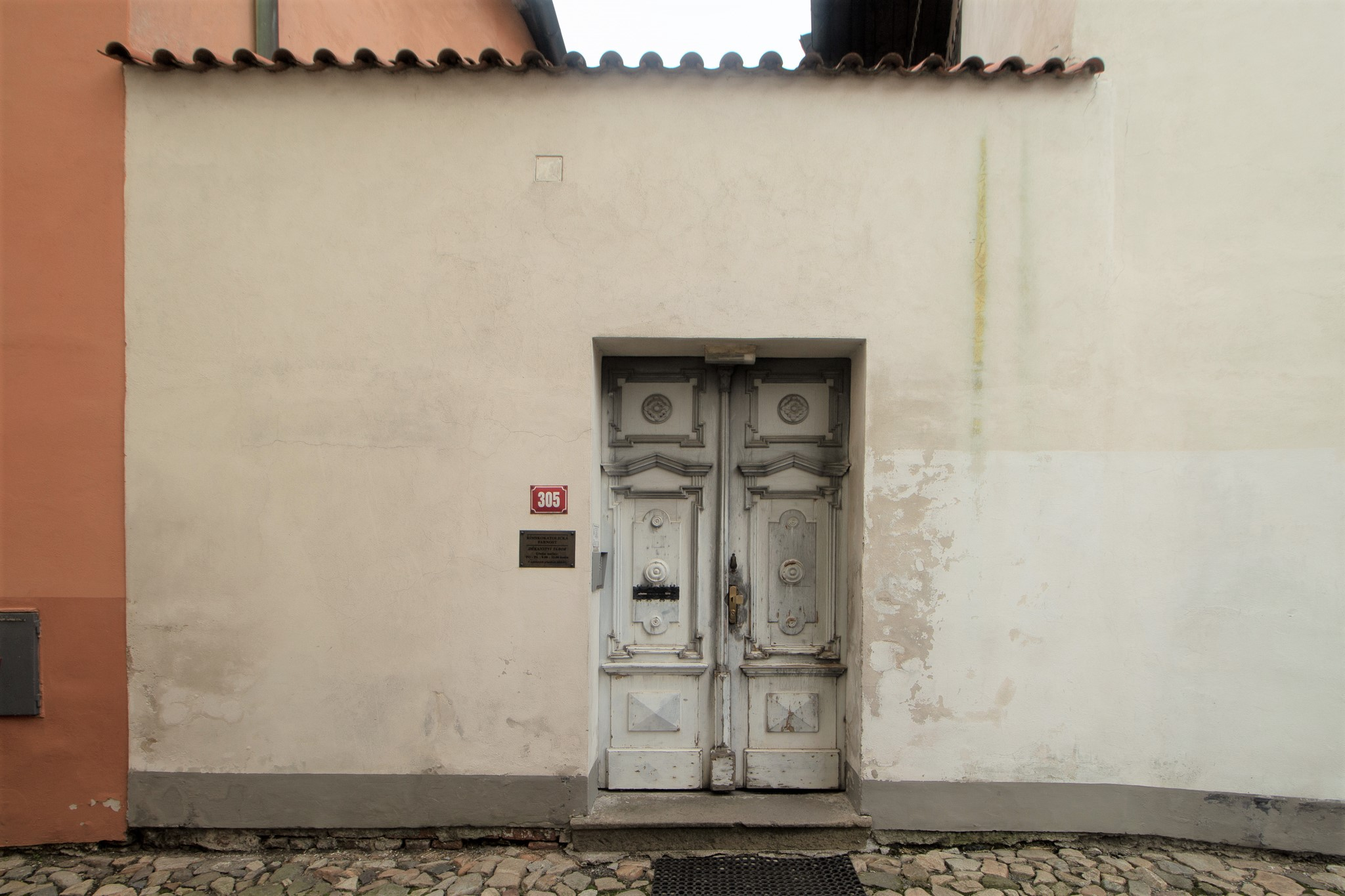
vchod do zahrady

### Architektura
Nárožní dům je jednopatrový. Čelní průčelí má jednoduché tříosé, na severu čtyřosé, na východní straně pološtít, na západě štít trohúhelný. Dům má četné, historicky hodnotné klenby, a zachované původní konstrukce. Cihelné pasy - oblouky, sklenuté do středového pilíře, jsou v místnostech přízemí doplněné trámovými stropy; další prostora je segmentem zaklenutá; v přízemní hale jsou také masivní kamenné krakorce s pozůstatky původního přechodu do kostela. Velká valeně klenutá prostora je přístupná z přízemní chodby, pod původní pavlačí, půlkruhovým kamenným portálkem s okoseným ostěním. V patře je síň s trámovým stropem, ostatní místnosti jsou plochostropé.
Ve sklepě je kamenná valená klenba z 16. století.

## Táborská síť sklepení
Ve stejné době byl také dokončován systém táborského podzemí. V celém městě je rozsáhlá síť sklepů z 15. a 16. stol.(tzv. „lochů“), vyhloubených ve skalním podloží, někdy v hloubce až 16 metrů; mnohde ve třech podzemních patrech. Řadí se mezi technické památky pozdního středověku. Některé z nich byly postupně propojeny a vytvořily jakýsi podzemní labyrint; jeho celková délka je obdivuhodná - cca 14 km. Teplota se zde pohybuje po celý rok kolem 10 °C. Poprvé byly sklepy zpřístupněny veřejnosti v roce 1937 (tehdy šlo o prohlídku několika samostatných sklepů). Stávající prohlídková trasa Husitského muzea vznikala až po 2. světové válce (v roce 1947 dal podnět architekt Vojtěch Kraupner), dnes je dlouhá cca 800 metrů a začíná ve sklepení staré radnice, kde je také umístěno lapidárium. Původně končila v domě U Lichviců (do cca devadesátých let), pak byla trasa zkrácena a vychází se už pod sousedním domem - Ctiborův dům. Dříve sklepy plnily funkci skladovací (potravin i majetku) a obrannou (nepřítel i požáry).

## Kulturní památka
Budova děkanství je vedena jako nemovitá kulturní památka (rejst. č. ÚSKP 28684/3-4547). Vlastníkem stavby je Římskokatolická farnost Tábor. Stavem kulturních památek a kontrolou jejich užívání se zabývá odbor rozvoje MÚ Tábor, který také zajišťuje státní správu na úseku památkové péče a řeší většinu otázek, týkajících se památek i památkově chráněného území.Město Tábor je od roku 1993 aktivně zapojeno do Programu regenerace městských památkových rezervací (MPR) a městských památkových zón (MPZ).
Centrum města, kde se nalézá i děkanství, je protkáno hustou sítí křivolakých uliček, skoro v každé z nich lze nalézt památkově chráněný dům.Většinou se jedná o renesanční památky, především o řadu měšťanských domů (cca 153 nemovitostí, z toho v soukromém vlastnictví 60%, ve vlastnictví obce 32%), s jejich charakteristickými prvky (obloučkovými štíty, freskami, sgrafity). Dům děkanství je důležitou součástí struktury starého města; celé Staré Město bylo vyhlášeno národní kulturní památkou již v roce 1962 (č. 251/1962 Sb.), jako v jediném městě v té době v ČSSR.
Současnost se zde prolíná s minulostí, s historickou atmosférou jeho ulic a staveb, jako je např. budova děkanství. I proto je Tábor označován za jedno z nejmalebnějších měst v České republice.